# خط أسود

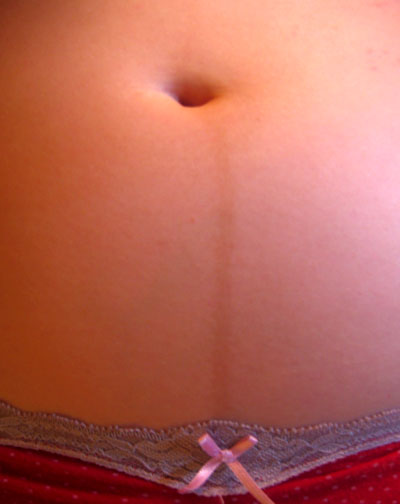
الخط الأسود ظاهر أسفل السرة

الخط الأسود هو خط عمودي يظهر على البطن أثناء الحمل ويبدو لونه بنياً غامقاً ويكون بعرض 1 سنتيمتر تقريباً. يظهر الخط الأسود عادة على الخط المنصف لجدار البطن الأمامي في المسافية ما بين منطقة العانة والرهابة.

## المنشأ
الخط الأسود هو شكل من أشكال فرط التصبغ الناتجة عن زيادة إنتاج صبغة الميلانين في الجلد، تأتي زيادة الإنتاج هذه نتيجة ارتفاع مستوى هرمون الاستروجين في الدم أثناء فترة الحمل وخاصة في الثلث الثاني من الحمل، لايعرف حتى الآن لماذا يظهر هذا التصبغ في هذه المنطقة تحديداً دون غيرها، تشاهد هذه الظاهرة أيضا في منطقة العانة وحلمات الثدي وتكون النساء ذوات البشرة البيضاء أقل عرضة من غيرهن، يخفت لون الخط الأسود تدريجياً بعد الولادة ولكنها لا تختفي تماماً وتكون عرضة للظهور مرة أخرى لدى التعرض الطويل والمباشر لأشعة الشمس.
تشير بعض الدراسات إلى أن هنالك علاقة ما بين ظهور الخط الأسود ومستوى الانسولين وتذكر بعض الدراسات أن تناول حمض الفول أثناء الحمل يقلل من حدة التصبغ. [بحاجة لمصدر]